# Böckser
Der Böckser (auch Hefeböckser, Böxer oder Böchser genannt) bezeichnet beim Wein einen Weinfehler. Der Wein bekommt dabei (ähnlich wie beim „Korker“) einen sogenannten Fehlton, also ein unangenehmes Aroma. Der Geruch kann an Knoblauch, Zwiebeln, gekochten Kohl oder Fäulnis, insbesondere an faule Eier („H2S-Böckser“) erinnern. Mitunter wird von einem ziegenbockähnlichen Geruch gesprochen, weshalb auch der Name Böckser von „Bock“ abgeleitet ist. 
Böckser können sich infolge unsachgemäßer Herstellung oder falscher Lagerung entwickeln und sind bei jungen Weinen häufiger anzutreffen. Der Böckser zählt zu den Reduktionsaromen, die unter Luftabschluss auftreten, und ist durch die Anwesenheit schwefelhaltiger Substanzen im Wein bedingt. Diese werden von Hefen im Laufe der Gärung vor allem aus schwefelhaltigen Aminosäuren sowie aus Sulfiten und Sulfaten gebildet. Eine zu starke Schwefelung, Reste von Pflanzenschutzmitteln, eine zu hohe Gärtemperatur oder falsche pH-Werte können einen Beitrag leisten.
Um Böckser zu vermeiden, empfiehlt es sich, die Trubstoffe rechtzeitig zu entfernen. Im frühen Stadium kann ein Böckser noch korrigiert werden, indem dem Most kupfer- oder silberhaltige Salze (ggf. auch zusammen) in kleiner Menge zugesetzt werden. In Gebrauch sind:
- Kupfercitrat (in Österreich nur für Großversuche zugelassen)
- Kupfersulfat
- Silberchlorid (in Österreich seit 2001 verboten)

Mit zunehmender Reife des Jungweins wird die Zugabe dieser Substanzen allerdings immer weniger erfolgversprechend.